# Fluctuat nec mergitur

La devise inscrite dans les ornements extérieurs du blason de Paris.

Pour les articles homonymes, voir Fluctuat.
Fluctuat nec mergitur est une locution latine utilisée comme devise de la ville de Paris, signifiant « Il est battu par les flots, mais ne sombre pas ».

## Traduction
En latin, Fluctuat nec mergitur signifie « Il est battu par les flots, mais ne sombre pas ». On trouve aussi parfois cette devise traduite avec le verbe fluctuo rendu par « flotter »,, mais cette traduction est critiquée pour son manque de sens,,,. Les traductions varient également sur nec : la conjonction est parfois rendue par « et ne ... pas » ou « sans »,, plutôt que par « mais ». 

## Histoire
Fluctuat nec mergitur accompagne et fait référence au navire représenté sur le blason de Paris, symbole de la puissante corporation des Marchands de l'eau parisiens au Moyen Âge, et remonterait[évasif] jusqu'aux nautes de Lutèce, corporation très importante dans la ville durant l'Antiquité gallo-romaine. Cette devise rappelle « les dangers que Paris a courus, les terribles révolutions qui l'ont agité, les crises de toute nature qu'il a subies » et exprime « l'idée de vitalité, de force, de perpétuité qui caractérise la longue et glorieuse existence de cette ville ».

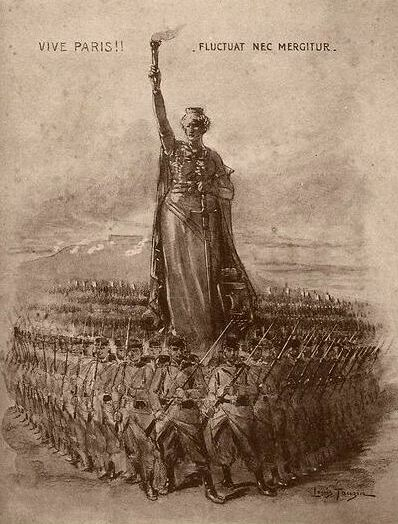
Vive Paris !! Fluctuat nec mergitur, propagande anti-allemande pendant la Première Guerre mondiale.

Elle apparaît sur des jetons à la fin du XVIe siècle, d'abord dans une version légèrement différente (Fluctuat at nunquam mergitur, « elle est ballottée, mais ne sombre jamais »), sur un jeton de 1581 représentant un vaisseau qui, « battu par des vents qui le poussent en sens contraires, est retenu sur les flots par une main sortant du ciel » ; puis dans sa version actuelle, aux côtés des armes de Paris, sur des jetons de 1582, 1584, 1585, 1586 et 1598.
Mais Fluctuat nec mergitur n'est pour la ville, jusqu'à la Révolution, qu'une devise parmi d'autres. Elle est rendue officielle par un arrêté du 24 novembre 1853 du baron Haussmann, alors préfet de la Seine,,.

## Utilisations

### Institutions
La devise Fluctuat nec mergitur est inscrite sur les plaques des coiffes des gardes républicains et sur le casque de tradition des sapeurs-pompiers de Paris. Elle apparaît également sur la médaille de la Ville de Paris.

Fluctuat nec mergitur et blasons de Paris institutionnels
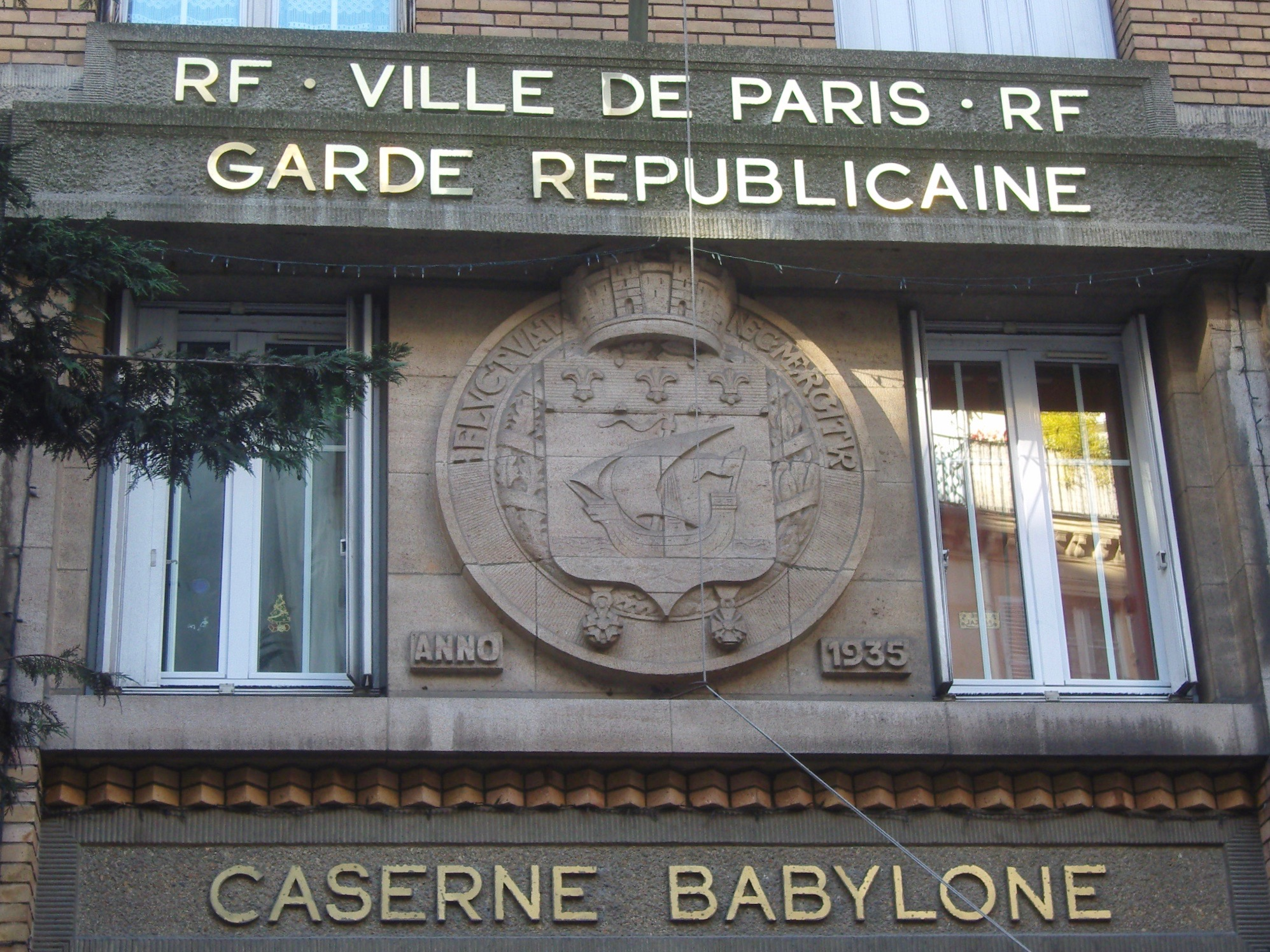
Sur la caserne Babylone de la Garde républicaine.
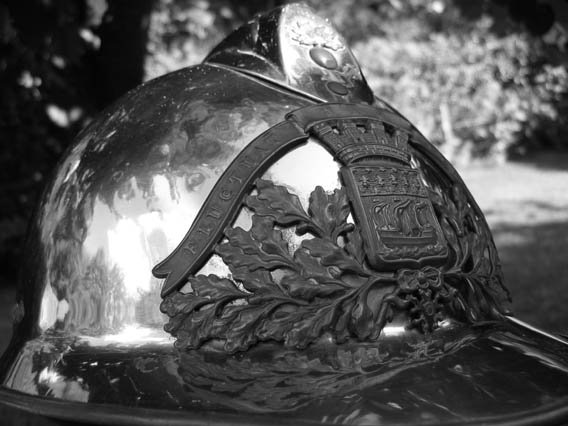
Sur un casque des sapeurs-pompiers de Paris, modèle 1933.
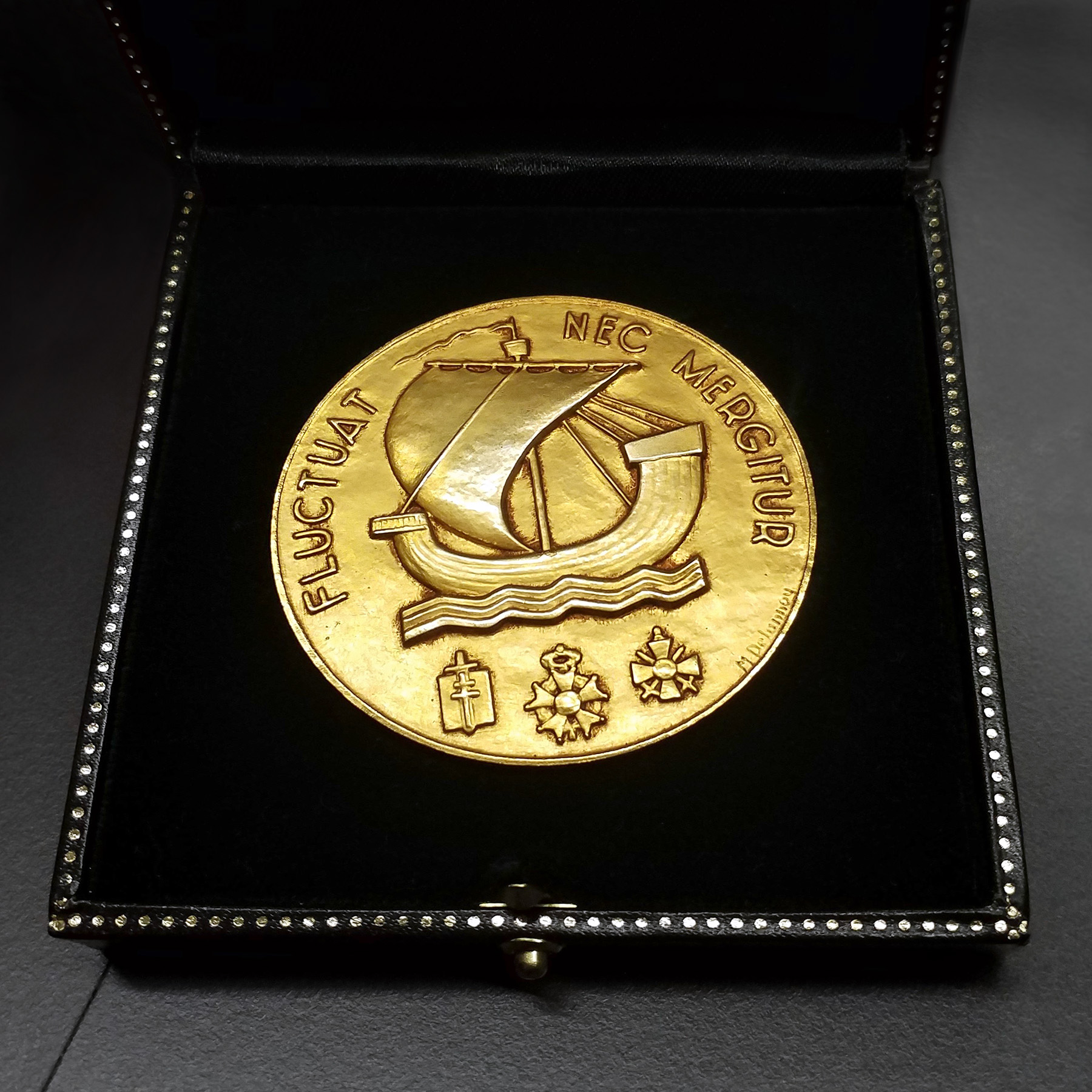
Sur la médaille de la Ville de Paris.
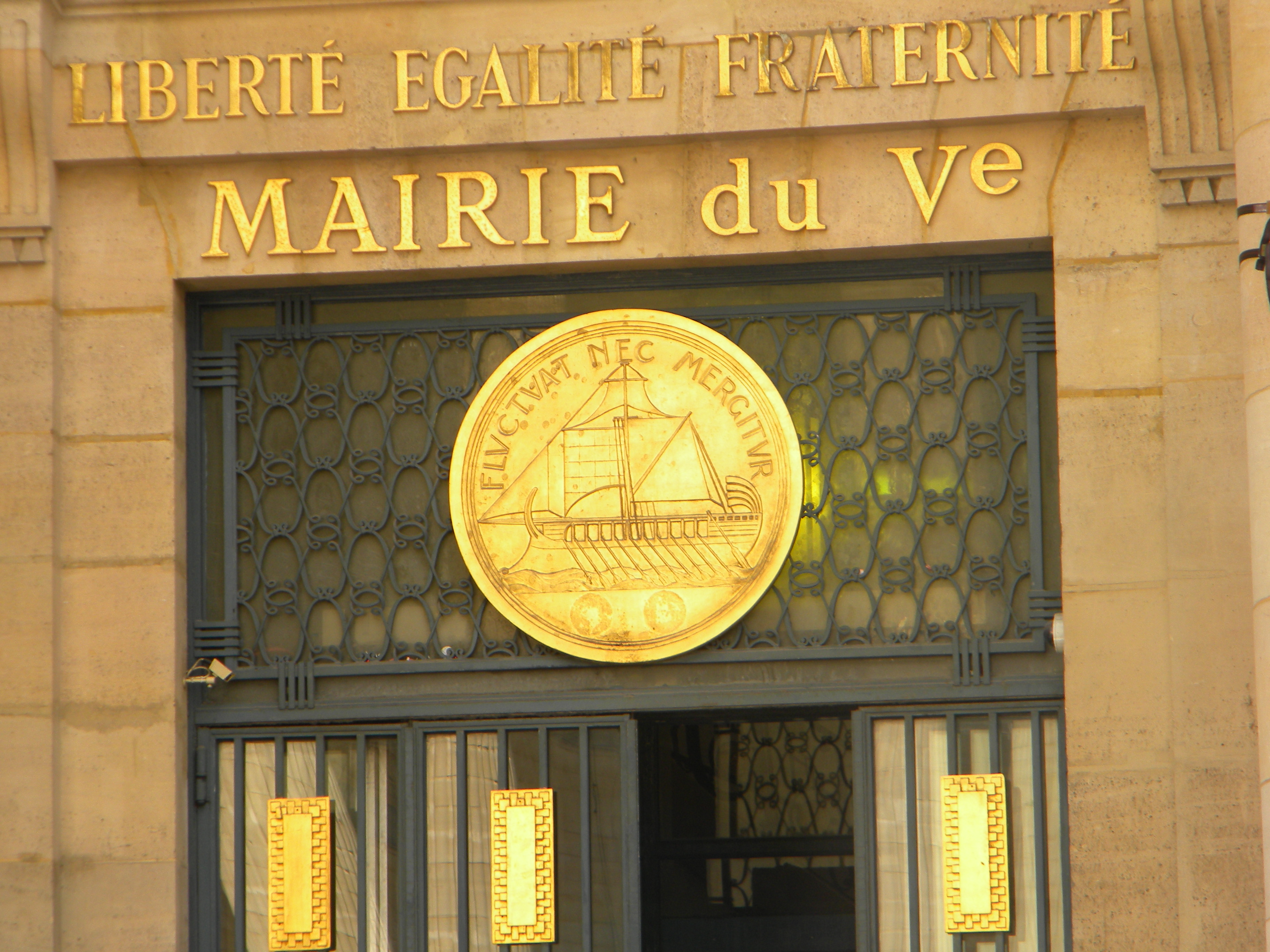
Sur la mairie du 5e arrondissement.

### Arts décoratifs
Madeleine Zillhardt produit, dans le cadre de ses faïences patriotiques, une céramique de la Première Guerre mondiale intitulée Fluctuat nec mergitur, aujourd'hui exposée au musée de l'Air et de l'Espace. Elle est ornée des inscriptions « Paris bombardé » et « Jurons de ne pas oublier », en référence aux bombardements de Paris pendant la Grande Guerre.

### Musique
Georges Brassens prête ces mêmes qualités (« Ses fluctuat nec mergitur, c'était pas de la littérature ») au bateau Les Copains d'abord dans la chanson et l'album du même nom.
En 2012, dans un autre registre, le groupe de rap 1995 sort une chanson intitulée Flotte mais jamais ne sombre, sur l'album Paris Sud Minute. En 2016 sort une autre chanson de rap, de Jazzy Bazz, intitulée Fluctuat nec mergitur.

### Attentats du13 novembre 2015
Au lendemain des attentats du 13 novembre 2015, la devise de Paris est invoquée à plusieurs reprises et devient un symbole de résistance contre le terrorisme,. Des graffitis et fresques murales Fluctuat nec mergitur apparaissent sur les murs de Paris :
- place de la République ;
- à l'angle du quai de Valmy et de la rue Jean-Poulmarch, dans le 10e arrondissement, le 25 novembre 2015[19] ;
- place de Ménilmontant, dans le 20e arrondissement, le 28 novembre 2015[19],[20] ;
- rue de Reuilly, dans le 12e arrondissement[21] ;
- à Saint-Denis[22].

En outre, un documentaire sur ces attentats, intitulé 13 novembre : Fluctuat nec mergitur, de Jules Naudet et Gédéon Naudet, est diffusé sur Netflix.

Fluctuat nec mergitur après les attentats de novembre 2015
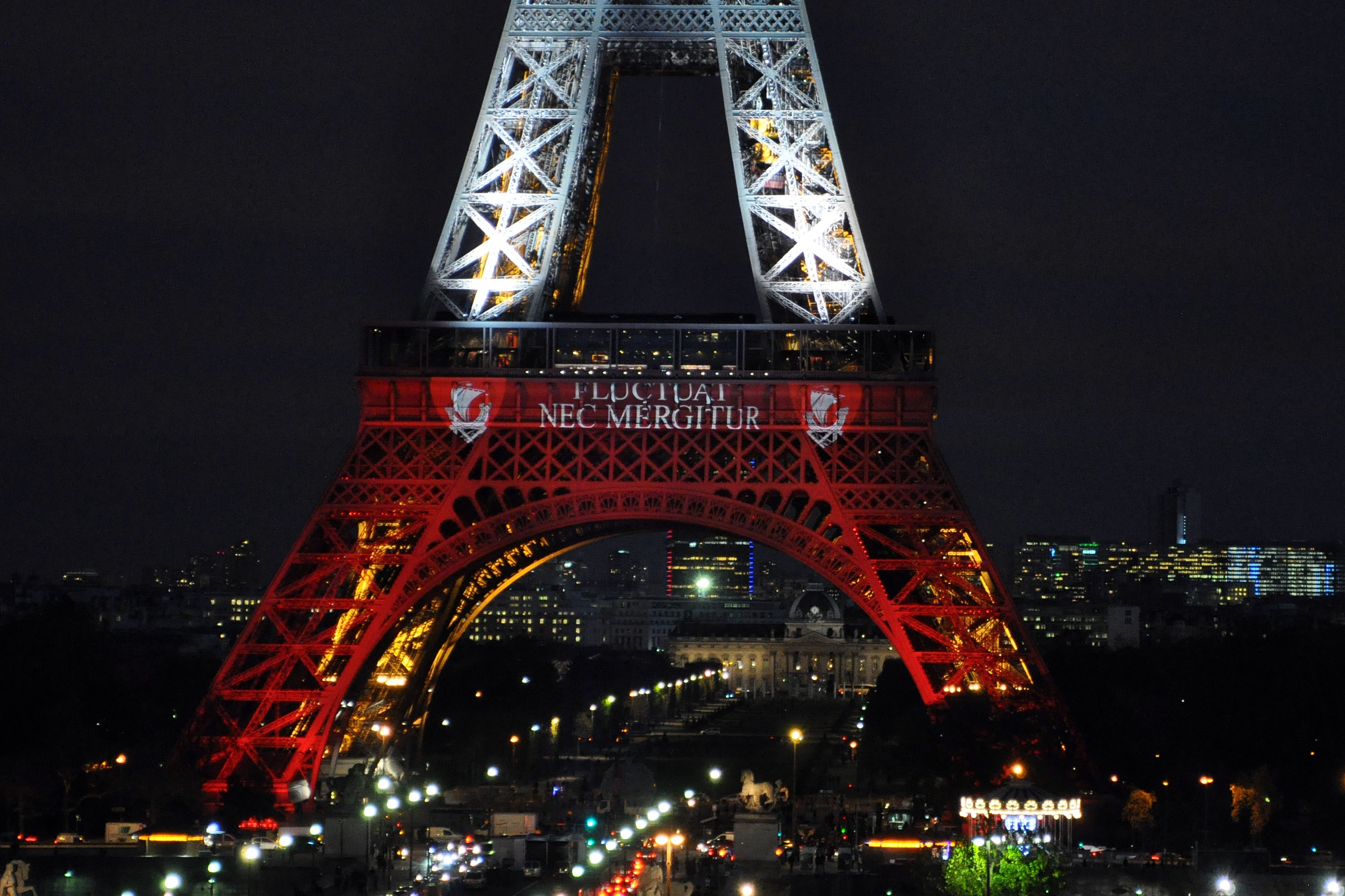
Sur la tour Eiffel.
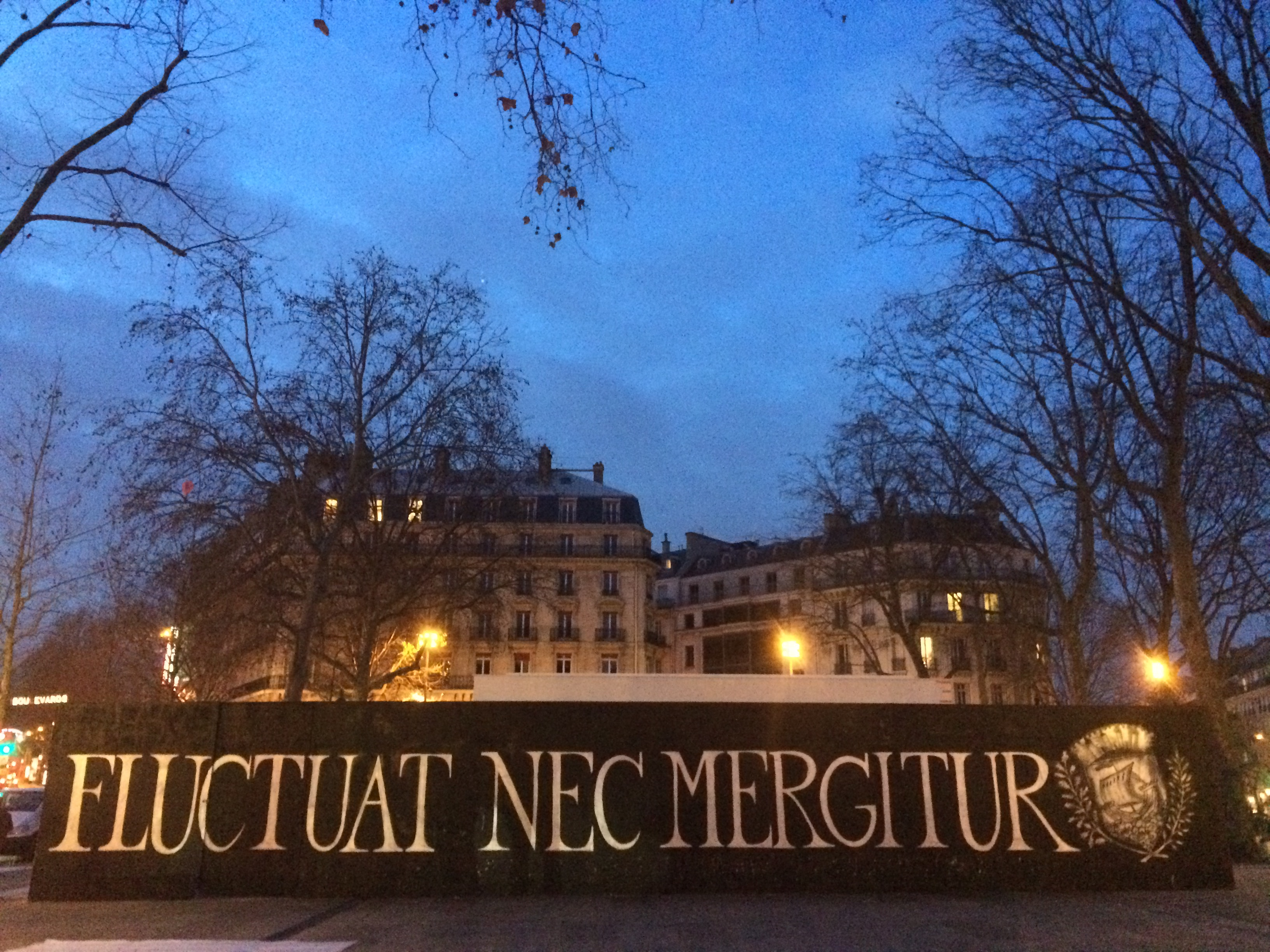
Sur la place de la République.
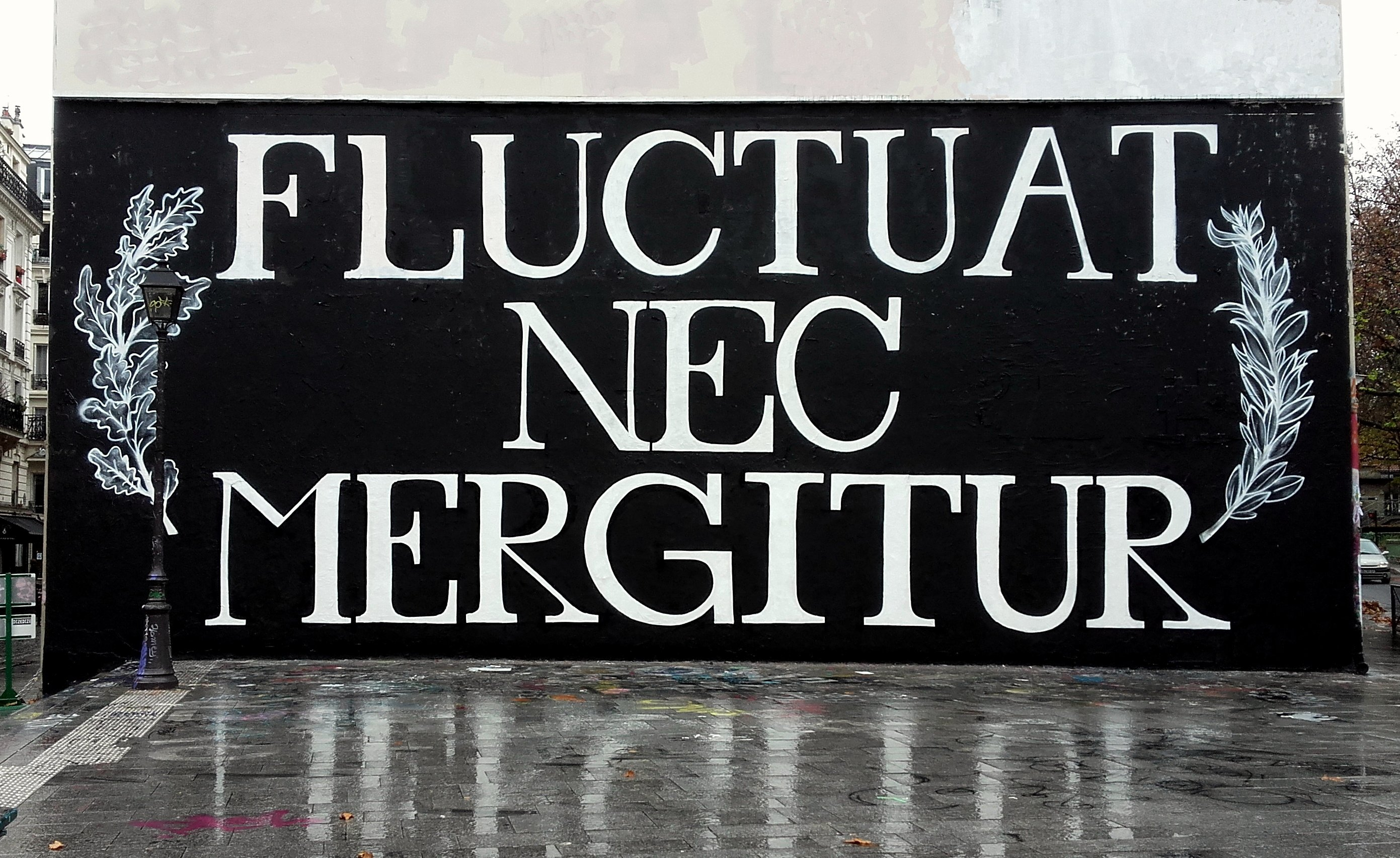
À l'angle du quai de Valmy et de la rue Jean-Poulmarch
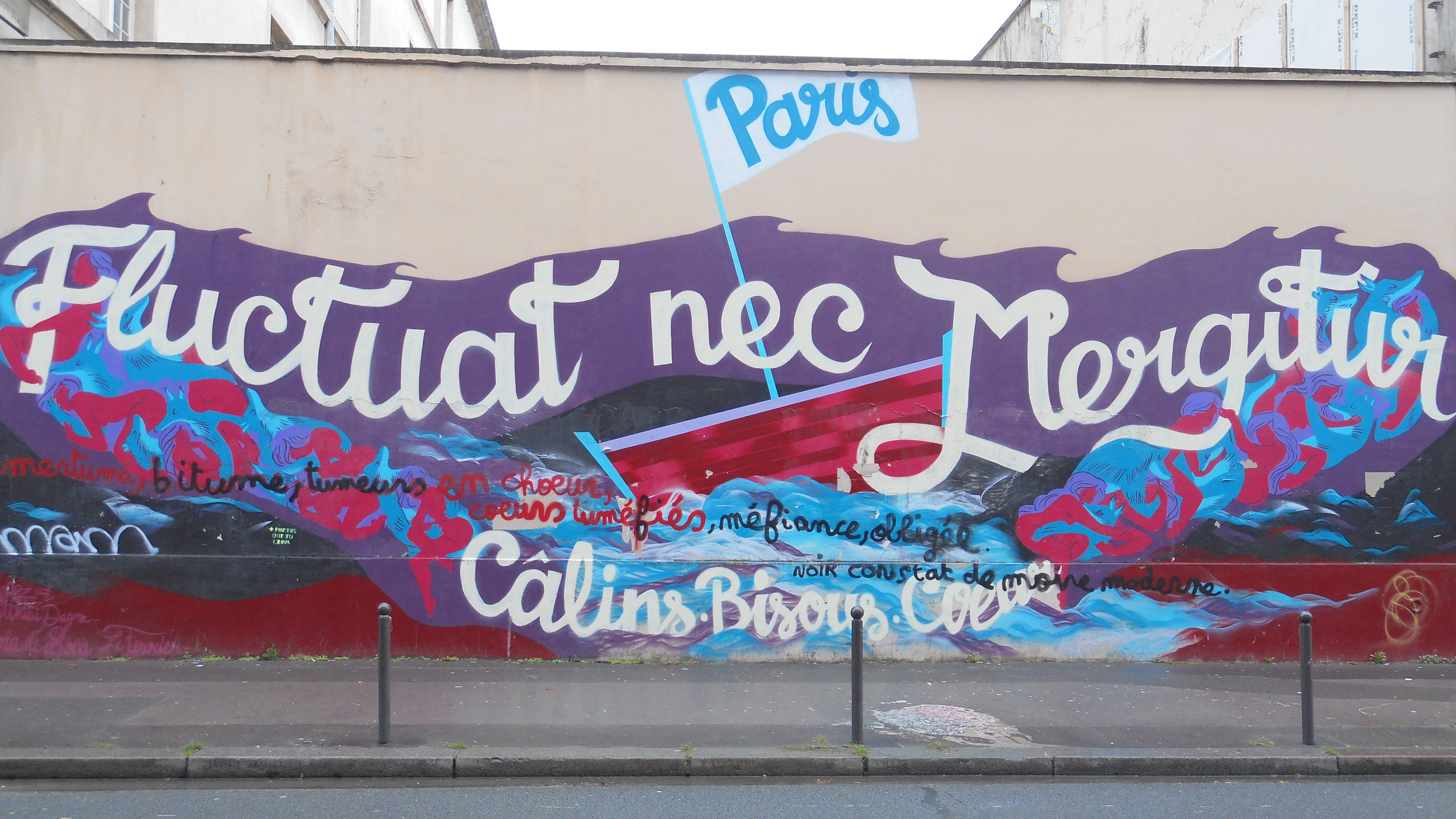
Dans la rue de Reuilly.
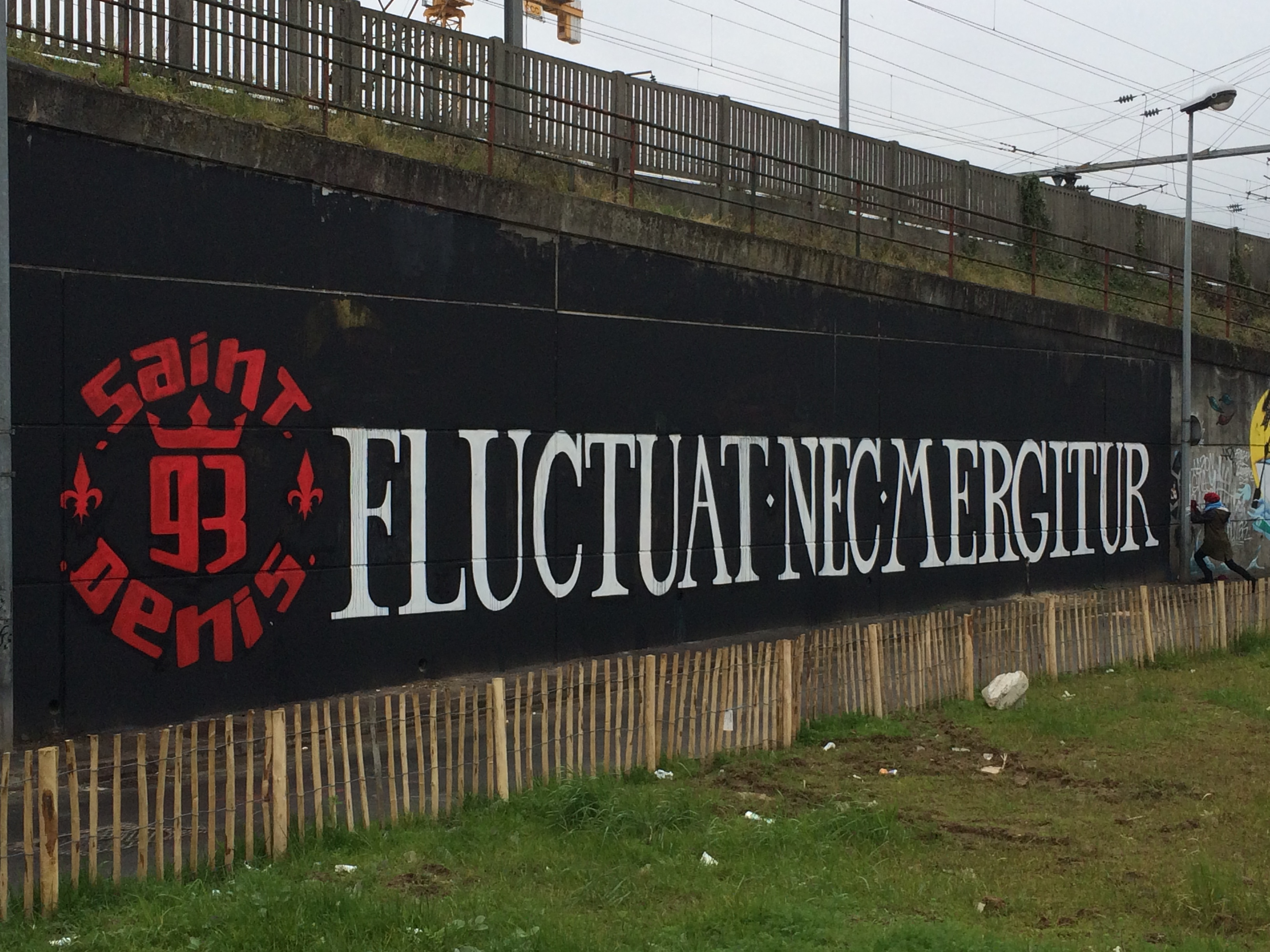
À Saint-Denis.

### Sport
La locution est régulièrement utilisée  par les supporters, notamment les Ultras du Paris Saint-Germain, principal club de football de la capitale. En plus d'être une devise fédératrice pour le public parisien, l'idée de se maintenir à flot malgré les obstacles peut aisément illustrer le parcours d'une équipe sportive.

## Devises d'autres villes
La devise Fluctuat nec mergitur est aussi attribuée par certains auteurs à Aimargues dans le Gard ; dans ce cas elle s'applique à la croix représentée sur le blason de la ville, et non à un navire comme à Paris.
Par ailleurs, Albert Uderzo a dessiné en 1993 le blason du Tartre-Gaudran, une commune aux confins de la région parisienne, dans les Yvelines, en s'inspirant du blason de Paris, le navire étant remplacé par un sabot ; il lui a donné la devise Nec mergitur item (« Il ne coule pas non plus ») par allusion à la devise de Paris.

Blason d'Aimargues, dont la devise est aussi Fluctuat nec mergitur, qui s'applique à la croix figurant sur ce blason, plutôt qu'au navire sur le blason de Paris.
Blason du Tartre-Gaudran, dessiné en 1993 par Uderzo, qui lui a aussi choisi la devise Nec mergitur item, en référence au blason et à la devise de Paris.